# The Shadowthrone
The Shadowthrone je drugi studijski album norveškog black metal-sastava Satyricon. Album je 12. rujna 1994. godine objavila diskografska kuća Moonfog Productions.

## Glazbeni stil
Sastav je opisao The Shadowthrone kao "atmosferski i simfonijski album sa snažnim skandinavskim utjecajem. Manje je akustičnih gitara i srednjovjekovnih utjecaja te je grublji i ljući od prvijenca Dark Medieval Times, iako i dalje zadržava atmosferu."

## Popis pjesama
Tekstovi i glazba: Satyr. 
| 1.    | »Hvite Krists død« (Smrt bijeloga Krista) | 8:27 |
| 2.    | »In the Mist by the Hills«                | 8:01 |
| 3.    | »Woods to Eternity«                       | 6:13 |
| 4.    | »Vikingland« (Zemlja Vikinga)             | 5:15 |
| 5.    | »Dominions of Satyricon«                  | 9:25 |
| 6.    | »The King of the Shadowthrone«            | 6:14 |
| 7.    | »I en svart kiste« (U crnom lijesu)       | 5:24 |
| 49:01 |                                           |      |

## Recenzije
Jason Anderson, glazbeni kritičar sa stranice AllMusic, dodijelio je albumu četiri od pet zvjezdica te je izjavio: "Shadowthrone nastavlja putem kojim je bio krenuo Dark Medieval Times te je ovim svojim drugim Moonfogovim albumom norveški Satyricon u potpunosti utemeljio svoju reputaciju ekstremnog metal [sastava]. Nakon uspjeha njegovog debitantskog albuma, više je sredstava bilo posvećeno ovom njegovom nasljedniku iz 1994., što je rezultiralo primjetljivim zvukovnim i konceptualnim poboljšanjima. Skladbe su guste i dugotrajne, izvedbe su prepune black metal uvjerenja te je cijela stvar [jedna] složena i bijesna nadogradnja. Zasljepljujuća početna pjesma, "Hvite Krists Død", otvara vrata naletu [...] gitarističkih rifova i snažnih bubnjarskih tekstura koje Satyricon održava svojim potpunim autoritetom. Teška potraga za kakofoničnom savršenošću bitna je oznaka ove grupe te Shadowthrone demonstrira vjerovanja sastava kao i (ili bolje od) bilo kojeg drugog albuma".

## Zasluge
| Satyricon - Satyr – klavijature (na pjesmi "I en svart kiste"), vokali, gitara, slike na albumu, logotipi i dizajn, produkcija - Frost – bubnjevi - Samoth – bas-gitara, gitara | Dodatni glazbenici - S. S. – klavijature, klavir Ostalo osoblje - K. Moen – inženjer zvuka |